# トモス (企業)
トモス（TOMOS Inc.）は、福岡県嘉麻市に本社を置く洋菓子製造メーカーである。
製造小売のMusée de MOZART（ミュゼドモーツアルト）は、直営店6店舗、FC店5店舗を展開し、全国の洋菓子メーカーや食品メーカーからのOEM製造も行っている。